# Volocopter VoloDrone
Die VoloDrone ist ein elektrisch angetriebenes Lasten-Luftfahrzeug des deutschen Herstellers Volocopter, das autonom fliegen und senkrecht starten und landen kann.

## Geschichte
2018 entwickelte Volocopter eine Lastendrohne (VoloDrone) für kleinere Lasten bis zu 200 kg, die bis zu 40 Kilometer weit transportiert werden können. Auf der Agritechnica im November 2019 stellten Volocopter und der benachbarte Landwirtschaftsmaschinenbetrieb John Deere eine Lastendrohne vor, die für das Versprühen von Fungiziden und Insektiziden angefertigt ist.
Das Gerät soll auch zum Frachttransport eingesetzt werden. Das Logistikunternehmen DB Schenker plant, die VoloDrone für die Auslieferung von Paketen und Lasten bis 200 kg einzusetzen.
Der Erstflug fand im Oktober 2019 statt, der erste öffentliche Flug war am 12. Oktober 2021 im Rahmen des  ITS-Mobilitätskongresses. Am 30. November 2022 beendete die VoloDrone ihre Konfliktbeseitigungsflüge.

## Konstruktion
Wie bei den Passagier-Volocoptern besteht der Antrieb aus 18 elektrisch angetriebenen  Rotoren. Sie werden von Lithium-Ionen-Akkus mit Strom versorgt. Der Sicherheit wegen und zur Redundanz sind die Rotoren in verschiedene Antriebsstränge aufgeteilt. Auch wenn ein Teil des Antriebs ausfallen sollte, kann die VoloDrone so trotzdem noch sicher landen.

### Technische Daten
| Kenngröße             | VoloDrone                                                    |
| --------------------- | ------------------------------------------------------------ |
| Besatzung             | selbststeuernd                                               |
| Länge                 | 9,2 m                                                        |
| Spannweite            | 9,2 m                                                        |
| Höhe                  | 2,3 m                                                        |
| Nutzlast              | 200 kg                                                       |
| Leermasse             | 600 kg                                                       |
| max. Startmasse       | 800 kg                                                       |
| Reisegeschwindigkeit  | 80 km/h                                                      |
| Höchstgeschwindigkeit | 110 km/h                                                     |
| Dienstgipfelhöhe      | über 6.500 ft (ca. 1.980 m)                                  |
| Reichweite            | 40 km, 30 min                                                |
| Triebwerke            | 18 × 3-Phasen-PM-Synchronmotor bürstenloser Gleichstrommotor |

## Verwandte Entwicklungen
- Boeing Cargo Air Vehicle